# Сенецио Мемий Афер
Сенецио Мемий Афер (на латински: Senecio Memmius Afer) е сенатор на Римската империя през 1 век.
Фамилията му произлиза от Африка. Император Домициан го назначава за проконсул на Сицилия и за легат (legatus Augusti pro praetore) на римската провинция Аквитания. През 99 г. той е суфектконсул заедно със Сулпиций Лукреций Барба.